# Wilhelm List (peintre)
Pour les articles homonymes, voir Wilhelm List et List.
Wilhelm Franz List (22 novembre 1864, Vienne  - 10 février 1918, Vienne) est un peintre, graveur et lithographe autrichien de la période Jugendstil.

## Biographie
Wilhelm List étudie aux Beaux-Arts de Vienne où il est l'élève de Christian Griepenkerl, puis à Munich et à Paris où il étudie sous la houlette de William Bouguereau. 
En 1897, List est un des fondateurs de la Sécession viennoise et y expose. Il est membre du comité de rédaction de la revue Ver sacrum.

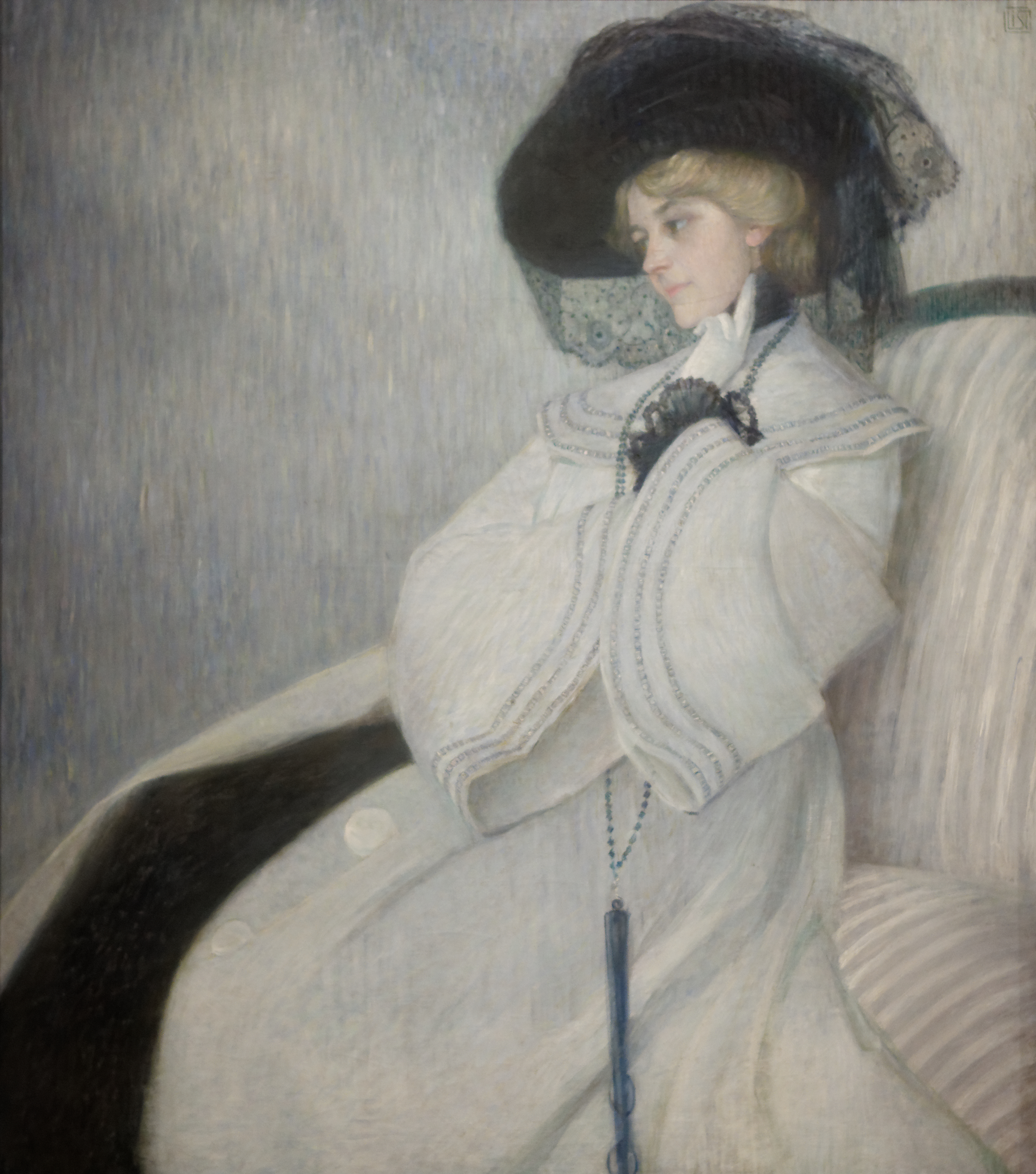
Image en noir et blanc. Wilhelm List, 1904